# Bothrideres rectangularis
Bothrideres rectangularis is een keversoort uit de familie knotshoutkevers (Bothrideridae). De wetenschappelijke naam van de soort werd in 1864 gepubliceerd door Macleay.